# Cratere Sati
Sati è un cratere sulla superficie di Ganimede.